# Ферріс (Техас)
Ферріс (англ. Ferris) — місто (англ. city) в США, в округах Елліс і Даллас штату Техас. Населення — 2788 осіб (2020).

## Географія
Ферріс розташований за координатами 32°32′12″ пн. ш. 96°40′32″ зх. д. / 32.53667° пн. ш. 96.67556° зх. д. (32.536723, -96.675537).  За даними Бюро перепису населення США в 2010 році місто мало площу 12,37 км², з яких 12,00 км² — суходіл та 0,37 км² — водойми.

## Демографія
Згідно з переписом 2010 року, у місті мешкало 2436 осіб у 785 домогосподарствах у складі 600 родин. Густота населення становила 197 осіб/км².  Було 851 помешкання (69/км²).
Расовий склад населення:
| - 63,8 % — білих - 18,5 % — чорних або афроамериканців - 0,3 % — корінних американців - 0,2 % — азіатів - 15,4 % — осіб інших рас |

До двох чи більше рас належало 1,8 %. Частка іспаномовних становила 38,4 % від усіх жителів.
За віковим діапазоном населення розподілялося таким чином: 31,2 % — особи молодші 18 років, 60,1 % — особи у віці 18—64 років, 8,7 % — особи у віці 65 років та старші. Медіана віку мешканця становила 31,1 року. На 100 осіб жіночої статі у місті припадало 93,3 чоловіків;  на 100 жінок у віці від 18 років та старших — 89,5 чоловіків також старших 18 років.
Середній дохід на одне домашнє господарство  становив 55 737 доларів США (медіана — 46 548), а середній дохід на одну сім'ю — 59 920 доларів (медіана — 51 971). Медіана доходів становила 47 353 долари для чоловіків та 29 028 доларів для жінок. За межею бідності перебувало 25,0 % осіб, у тому числі 27,1 % дітей у віці до 18 років та 28,6 % осіб у віці 65 років та старших.
Цивільне працевлаштоване населення становило 995 осіб. Основні галузі зайнятості: освіта, охорона здоров'я та соціальна допомога — 21,4 %, виробництво — 14,0 %, будівництво — 12,3 %.